# ITF Le Neubourg
Das ITF Le Neubourg (offiziell: Le Neubourg Open Guillarmic Agencement, früher: ITF Féminin Le Neubourg 80.000$+H) ist ein Tennisturnier der ITF Women’s World Tennis Tour, das in Le Neubourg, Frankreich auf Hartplatz ausgetragen wird.

## Siegerliste

### Einzel
| Jahr                 | Siegerin                | Finalgegnerin   | Ergebnis       |
| -------------------- | ----------------------- | --------------- | -------------- |
| ↓ Kategorie: W80+H ↓ |                         |                 |                |
| 2021                 | Mihaela Buzărnescu      | Anna Bondár     | 6:1, 6:3       |
| 2022                 | Jaqueline Cristian      | Magali Kempen   | 6:4, 6:4       |
| 2023                 | Céline Naef             | Alina Kornejewa | 4:6, 6:2, 7:67 |
| ↓ Kategorie: W75 ↓   |                         |                 |                |
| 2024                 | Tessah Andrianjafitrimo | Manon Léonard   | 6:2, 6:4       |

### Doppel
| Jahr                 | Siegerinnen                        | Finalgegnerinnen                     | Ergebnis         |
| -------------------- | ---------------------------------- | ------------------------------------ | ---------------- |
| ↓ Kategorie: W80+H ↓ |                                    |                                      |                  |
| 2021                 | Robin Anderson Amandine Hesse      | Estelle Cascino Sarah Beth Grey      | 6:3, 7:62        |
| 2022                 | Freya Christie Ali Collins         | Weronika Falkowska Sarah Beth Grey   | 1:6, 7:64,[10:3] |
| 2023                 | Fiona Ferro Alina Kornejewa        | Maryna Kolb Nadija Kolb              | 7:67, 7:5        |
| ↓ Kategorie: W75 ↓   |                                    |                                      |                  |
| 2024                 | Lina Glushko Anastassija Tichonowa | Julija Awdejewa Jekaterina Maklakowa | 6:3, 6:1         |

## Quelle
- ITF Homepage